# Charlie Waters
Charlie Waters é um ex-jogador profissional de futebol americano estadunidense.

## Carreira
Charlie Waters foi campeão da temporada de 1977 da National Football League jogando pelo Dallas Cowboys.